# Diedrich Tölken

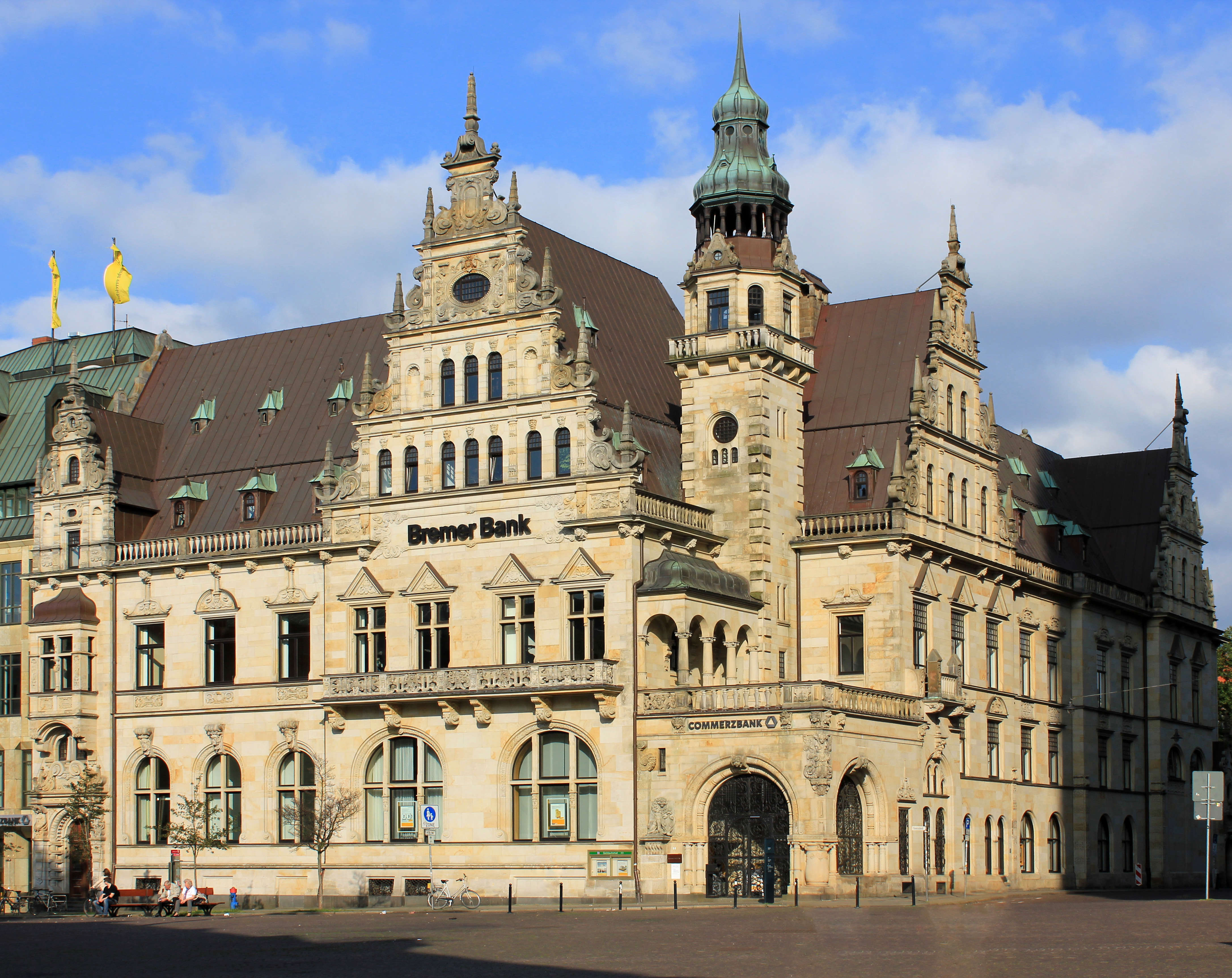
Bremer Bank

Diedrich Tölken (* Mitte 19. Jahrhundert in Bremen; † 20. Jahrhundert in Bremen) war ein deutscher  Bauunternehmer, Baumeister und Architekt in Bremen.

## Biografie
Zwischen 1865 und 1885 wurde im Bremer Ortsteil Ostertor das Gebiet Kreuzstraße / Osterdeich bebaut, eine exklusive Wohnlage in der Nähe zur Altstadt.
Auch Tölken wohnte in der Kreuzstraße 88 in dem um 1850 gebauten eingeschossigen Wohnhaus. Er erlernte einen Bauberuf, wurde Meister und dann Baumeister. Im 19. Jahrhundert waren die Baumeister vom Entwurf bis zur Realisierung für ein Bauwerk zuständig. 
Tölken war ab etwa 1880 als Bauunternehmer tätig. Er plante und baute u. a. 1887 an der Richard-Wagner-Straße 3 und 1895 an der Kreuzstraße 104 bis 110 die heute denkmalgeschützten Wohnhäuser. Bedeutsam sind seine Bauten von 1904 für die Bremer Bank und von 1905 für die AG Weser das Verwaltungsgebäude. Viele seiner Gebäude stehen unter Bremer Denkmalschutz.

## Werke (Auswahl)
Alle Bauten in Bremen:

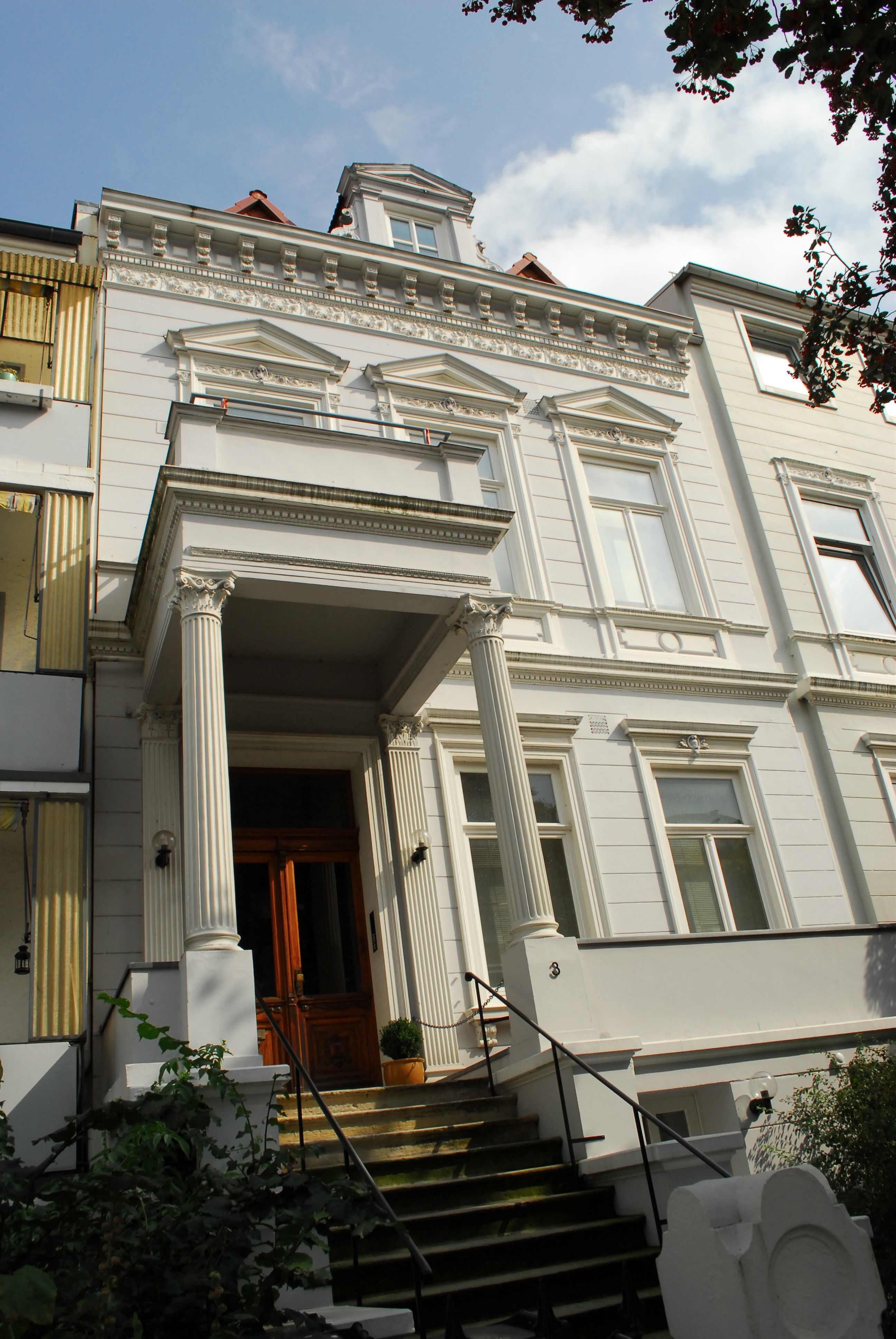
Richard-Wagner-Straße 3

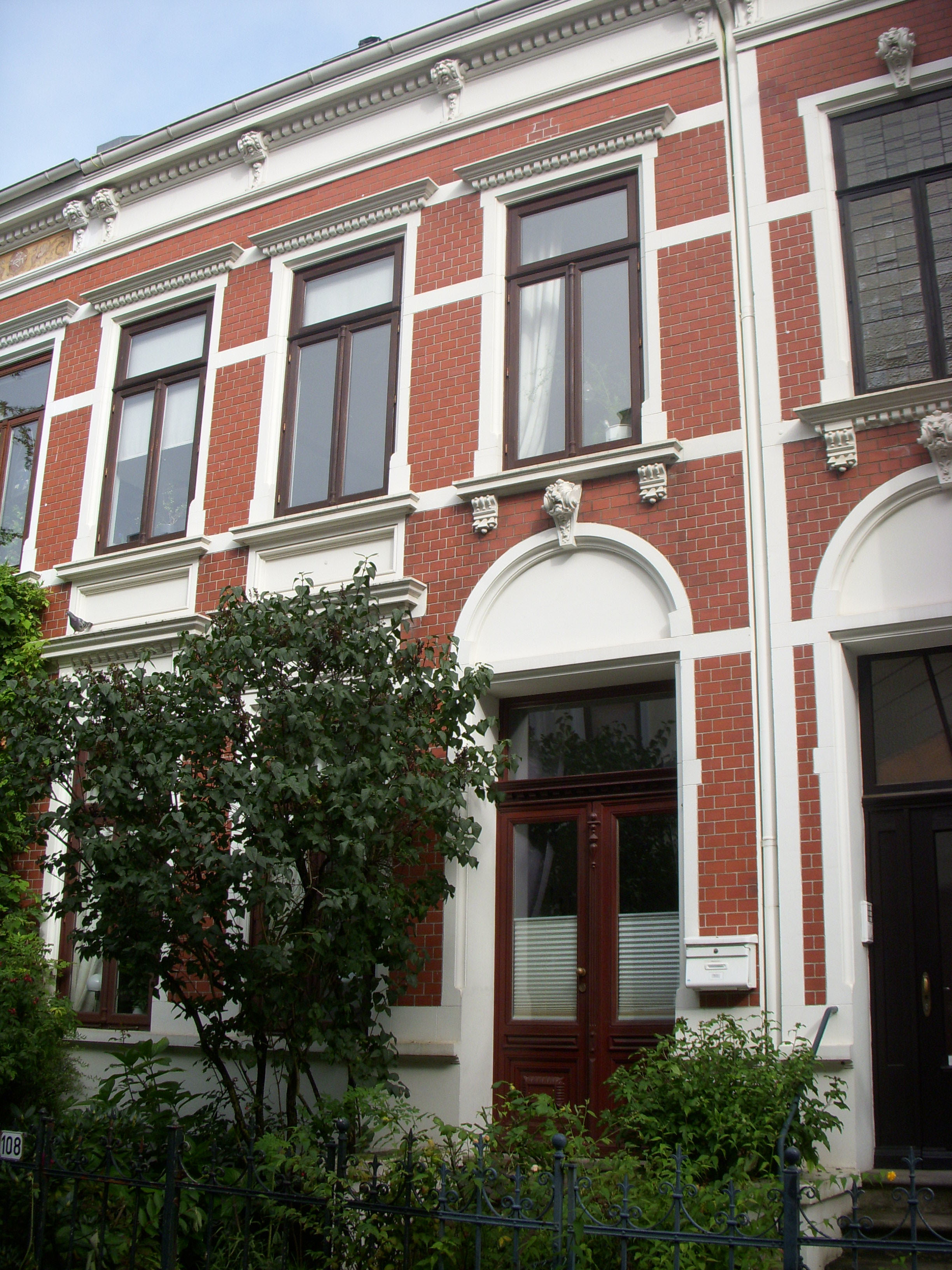
Kreuzstraße 108

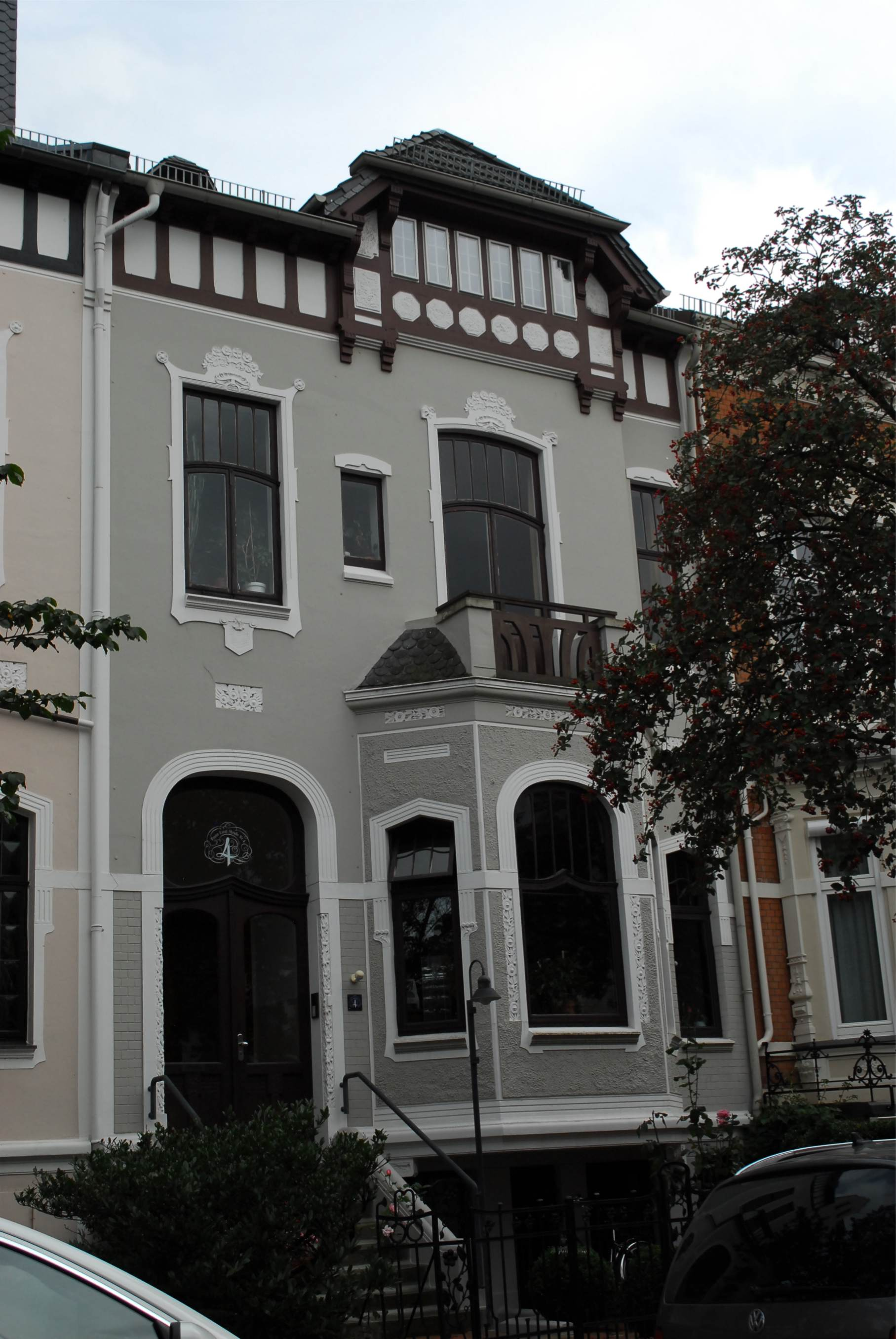
Franz-Liszt-Straße 4

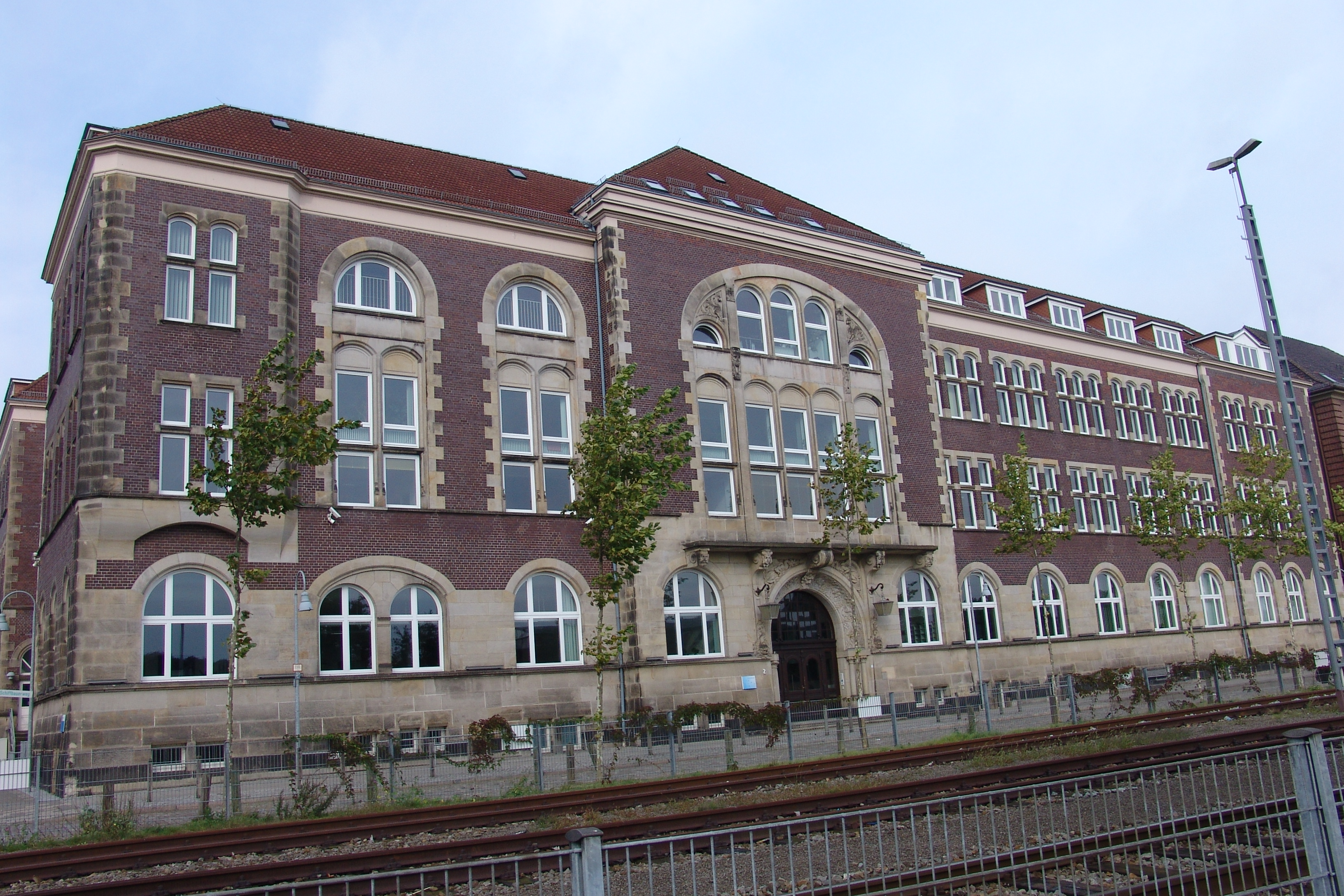
Verwaltungsgebäude der AG Weser

- 1887: Wohnhaus Richard-Wagner-Straße 3 in Schwachhausen für den Verleger Moritz Heinsius, seit 1986 denkmalgeschützt.[1][2]
- 1895: Wohnhaus Kreuzstraße 104, seit 1973 denkmalgeschütztes Reihenhaus im Stil des Historismus, typisches dreiachsiges Bremer Haus mit Souterrain und Fassaden im zeittypischen Wechsel zwischen Sichtmauerwerk und Stuckgliederungen sowie historistischen Ausmalungen der Bogenfelder.[3]
- 1895: Wohnhaus Kreuzstraße 106.[4]
- 1895: Wohnhaus Kreuzstraße 108 in der Denkmalgruppe Kreuzstraße.[5]
- 1895: Wohnhaus Kreuzstraße 110.[6]
- 1898: Wohnhaus Franz-Liszt-Straße 4 im Stil des Historismus in Schwachhausen, seit 1976 denkmalgeschützt.[7]
- 1898: Villa Wolde am Osterdeich 64 für den Privatbankier Heinrich August Wolde, Entwurf: Martin Haller (Hamburg).[8][9]
- 1904: Bremer Bank, Domshof 8, mit Albert Dunkel, Bauwerk im Stil der Neorenaissance[10][11][12]
- 1905: „A.G. Weser“, stattliches dreigeschossiges Verwaltungsgebäude um zwei Lichthöfe gruppiert im Stil der Neorenaissance mit Risaliten in Gröpelingen, Schiffbauerweg 2/4, die frühere Formenvielfalt ist nicht vollständig erhalten, mehrere Umbauten, seit 2006 denkmalgeschützt.[13]